# Crematogaster vermiculata
Crematogaster vermiculata är en myrart som beskrevs av Carlo Emery 1895. Crematogaster vermiculata ingår i släktet Crematogaster och familjen myror. Inga underarter finns listade i Catalogue of Life.

## Bildgalleri

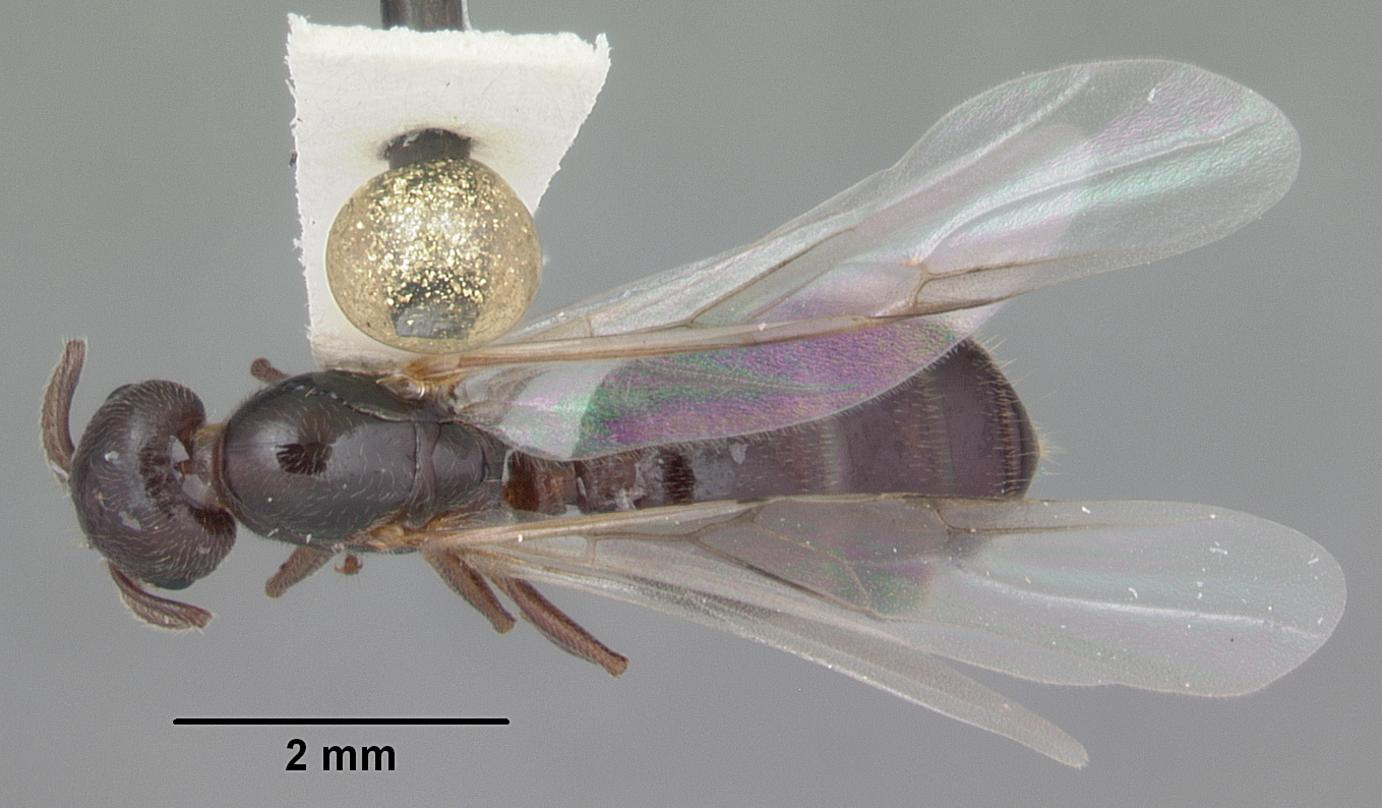
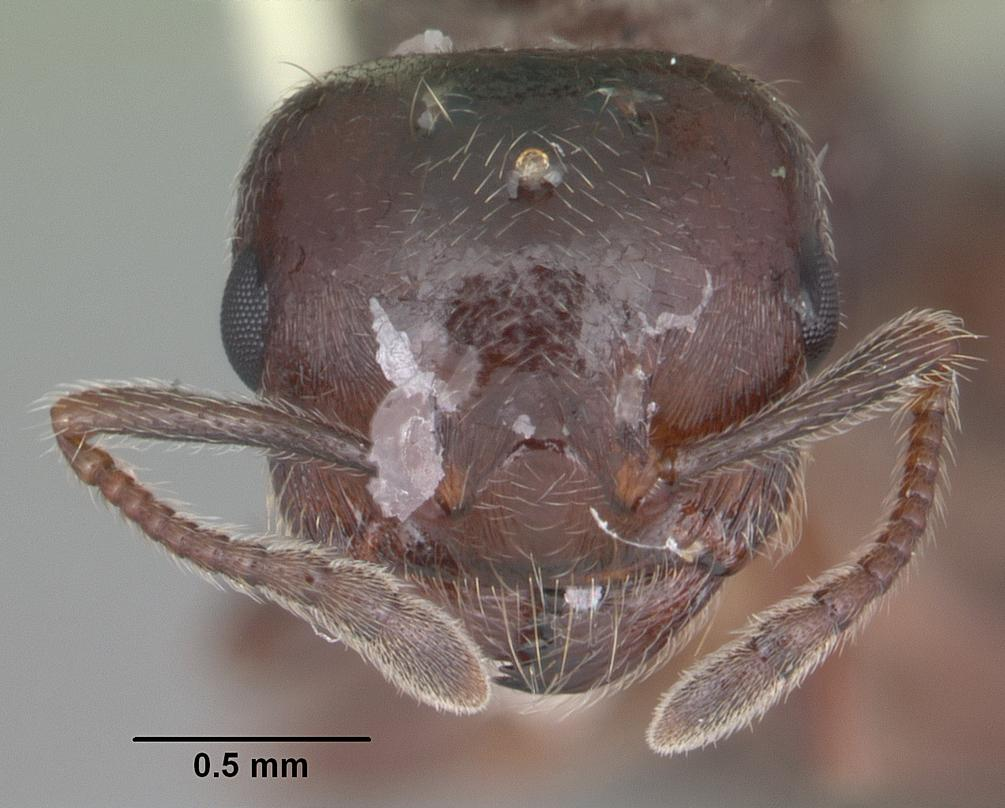
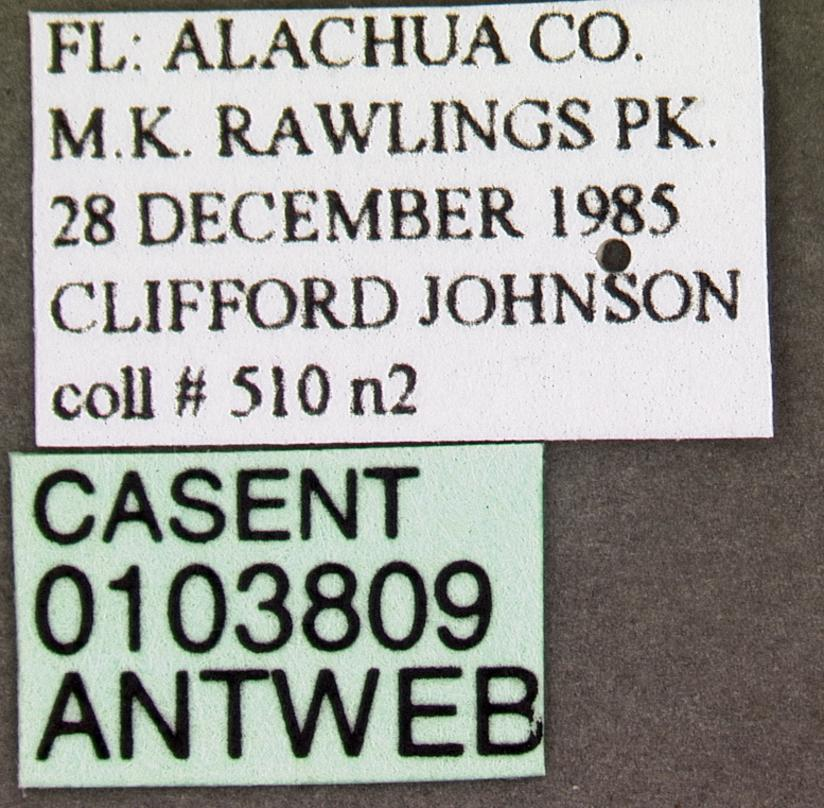
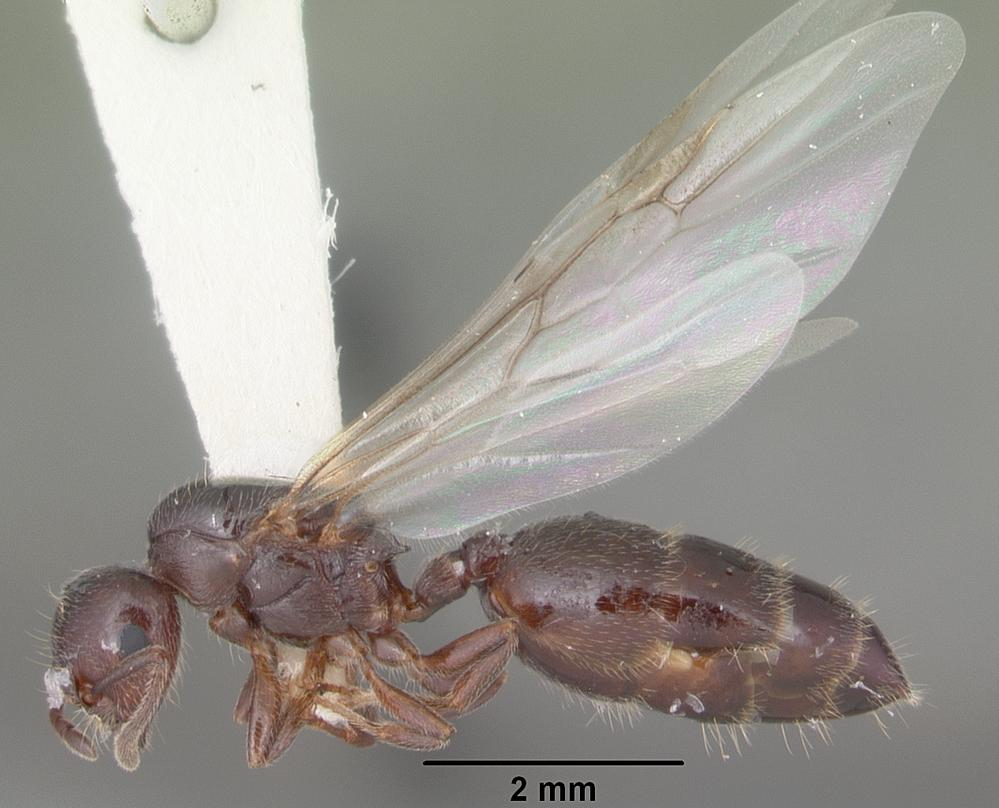
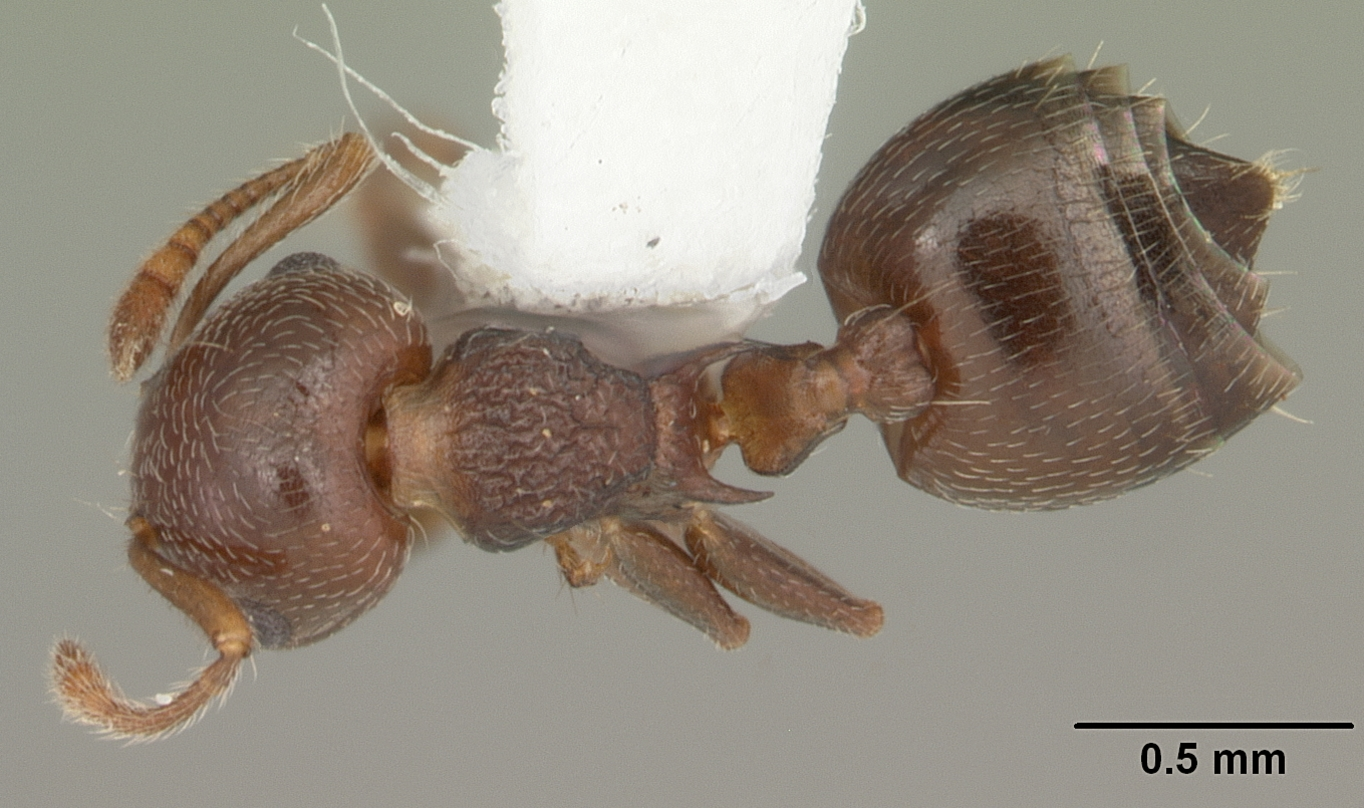
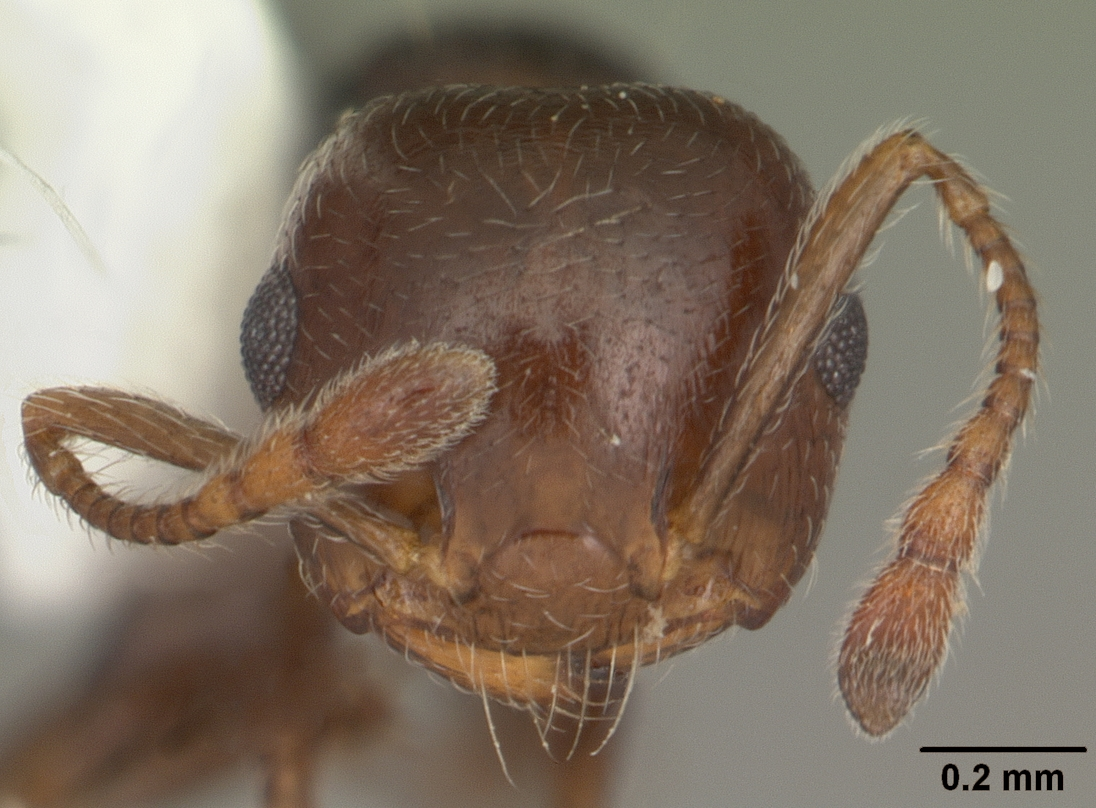